# Elecciones al Congreso de los Diputados de noviembre de 2019 (Granada)
Las elecciones al Congreso de los Diputados de noviembre de 2019 se celebraron en la provincia de Granada el domingo 10 de noviembre, como parte de las elecciones generales convocadas por Real Decreto dispuesto el 4 de marzo de 2019 y publicado en el Boletín Oficial del Estado el día siguiente. Se eligieron los 7 diputados del Congreso correspondientes a la circunscripción electoral de Granada, mediante un sistema proporcional (método d'Hondt) con listas cerradas y un umbral electoral del 3%.

## Resultados
Los comicios depararon 3 escaños al Partido Socialista Obrero Español, 2 al Partido Popular y 1 a Vox y a Podemos-IU-Equo.
| Candidatura                                            | Candidatura                                            | Votos   | %                                        | Escaños                                  |   |
| ------------------------------------------------------ | ------------------------------------------------------ | ------- | ---------------------------------------- | ---------------------------------------- | - |
|                                                        | Partido Socialista Obrero Español (PSOE)               | 160 190 | 33,49                                    | 3                                        |   |
|                                                        | Partido Popular (PP)                                   | 105 192 | 22                                       | 2                                        |   |
|                                                        | Vox (Vox)                                              | 99 928  | 20.89                                    | 1                                        |   |
|                                                        | Unidas Podemos (Podemos-IU-Equo)                       | 59 331  | 12,41                                    | 1                                        |   |
|                                                        |                                                        |         |                                          |                                          |   |
| Ciudadanos-Partido de la Ciudadanía (Cs)               | Ciudadanos-Partido de la Ciudadanía (Cs)               | 37 772  | 7,9                                      | 0                                        |   |
| Más País-EQUO                                          | Más País-EQUO                                          | 8629    | 1,8                                      | 0                                        |   |
| Partido Animalista Contra el Maltrato Animal (PACMA)   | Partido Animalista Contra el Maltrato Animal (PACMA)   | 4095    | 0,86                                     | 0                                        |   |
| Por un Mundo más Justo (PUM+J)                         | Por un Mundo más Justo (PUM+J)                         | 624     | 0,13                                     | 0                                        |   |
| Andalucía por el Sí (AxSI)                             | Andalucía por el Sí (AxSI)                             | 619     | 0,13                                     | 0                                        |   |
| Recortes Cero-Grupo Verde (R0-GV)                      | Recortes Cero-Grupo Verde (R0-GV)                      | 545     | 0,11                                     | 0                                        |   |
| Partido Comunista de los Pueblos de España (PCPE)      | Partido Comunista de los Pueblos de España (PCPE)      | 371     | 0,08                                     | 0                                        |   |
| Partido Comunista de los Trabajadores de España (PCTE) | Partido Comunista de los Trabajadores de España (PCTE) | 322     | 0,07                                     | 0                                        |   |
| Izquierda Anticapitalista Revlucionaria (IZAR)         | Izquierda Anticapitalista Revlucionaria (IZAR)         | 113     | 0,02                                     | 0                                        |   |
| Votos válidos                                          | Votos válidos                                          | 478 251 | 100,00                                   | 0                                        | 7 |
| Votos nulos                                            | Votos nulos                                            | 8123    | Participación: · \| \| 65,02 % \| 10,18% | Participación: · \| \| 65,02 % \| 10,18% |   |
| Votantes                                               | Votantes                                               | 490 902 | Participación: · \| \| 65,02 % \| 10,18% | Participación: · \| \| 65,02 % \| 10,18% |   |
| Electores                                              | Electores                                              | 755 007 | Participación: · \| \| 65,02 % \| 10,18% | Participación: · \| \| 65,02 % \| 10,18% |   |
|                                                        | 65,02 %                                                |         |                                          |                                          |   |

## Diputados electos
Relación de diputados electos:
| N.º | Nombre                         | Lista | Lista          |
| --- | ------------------------------ | ----- | -------------- |
| 1   | José Antonio Montilla Martos   |       | PSOE           |
| 2   | Carlos Rojas García            |       | PP             |
| 3   | Macarena Olona Choclán         |       | Vox            |
| 4   | Elvira Ramón Utrabo            |       | PSOE           |
| 6   | Pedro Antonio Honrubia Hurtado |       | Unidas Podemos |
| 3   | Pablo Hispán Iglesias de Ussel |       | PP             |
| 7   | José Antonio Rodríguez Salas   |       | PSOE           |